# Liten monstera
Liten monstera (Monstera adansonii) är en art i familjen kallaväxter och förekommer naturligt från Nicaragua till västra och norra Sydamerika och södra Västindien. Den odlas som krukväxt i Sverige.
Det finns en kultivar med oregelbunden vit teckning på bladen kallad Monstera adansonii 'Archipelago', motsvarande Monstera deliciosas 'Variegata'. En M. adansonii sportade[förklaring behövs] till en variegerad form i Lund, Sverige.

## Synonymer
- Dracontium pertusum L.
- Monstera friedrichsthalii Schott
- Monstera ecuadorensis Engl. & Krause
- Monstera imrayana Schott
- Monstera jacquinii Schott
- Monstera longipedunculata Matuda
- Monstera macrophylla Schott
- Monstera pertusa (L.) de Vriese, nom. illeg.
- Philodendron pertusum (L.) Kunth & C.D.Bouché
- Tornelia laniata Schott